# 泛藍
泛藍，也稱藍軍、藍營、泛藍陣營，是台灣政壇中與中國國民黨意識型態相近的各種團體之總稱，目前包含中國國民黨、親民黨、新黨、勞動黨、無黨團結聯盟、台灣工黨、中國民眾黨、以及一些立場偏保守反對台灣獨立的小黨等。
「泛藍」這個詞彙用於2000年中華民國總統選舉之後的台灣政壇，最初是由新黨元老高新武所發明的名詞，後由同黨籍的謝啟大在媒體大力宣傳，指稱國民黨以及由其分裂產生的新黨與親民黨；新黨、親民黨皆源自國民黨且意識形態皆與國民黨相近，國民黨以青天白日旗做為黨旗，主要顏色為藍色，因此媒體權宜性地統稱之為泛藍。後來被各界廣為接受使用，並擴大及於上述三黨的支持者和政治立場相近的民間團體，在此之前1990年代的近義詞為「泛國民黨」。泛藍的主要競爭對手為泛綠。
泛藍是一種概略的政治意識形態，而非嚴謹具體的政治主張。個別政黨、社團與個人之間的實際政治理念有程度不等的差異。大體而言，泛藍陣營與泛綠政見相左，共同的主張為反對台灣獨立、宣揚三民主義、強調中華文化傳承。
泛藍大多數認同自己「既是台灣人也是中國人」，主张捍衛中華民國以及提倡兩岸關係和平發展。不过部分「本土派」傾向華獨或獨台主張；其中的「統派」認為兩岸應簽署和平協議，實現中國的和平統一，共謀中華民族偉大復興。
泛藍或泛綠皆非正式的組織，各黨派也不曾實際籌組聯盟，在政治操作上分合不定，又因各自理念的差距（主要是對統獨問題堅持的程度）而有「深藍」或「正藍」以及「淺藍」或「淡藍」之分，此一概念廣泛引申，「泛藍支持者」、「藍營群眾」、「藍軍」，還有「藍委」，親泛藍的無黨籍立法委員，狹義上甚至直接指國民黨籍立法委員。

## 由來

中華民國國旗

中國國民黨黨旗

1994年（民國83年），以時任立法委員趙少康及郁慕明等為主的國民黨次級團體「新國民黨連線」脫離國民黨，成立新黨。
1996年（民國85年），首次中華民國總統直接選舉，新黨作為在野黨，曾和民主進步黨合作推動二月政改。
2000年（民國89年）總統選舉，藍營敗選失去政權後，脫黨參選的前台灣省長宋楚瑜脫離國民黨成立親民黨。
2000年（民國89年）總統選舉，時任副總統連戰繼因總統選舉失敗之後，經國民黨黨內選舉而繼任辭去黨主席的前總統李登輝，而成為黨主席，國民黨興起失去政權後的反思，並謀定組織再造，國民黨在2000年總統選舉敗選首次成為在野黨，但在立法院，藍營一直仍是過半並握有多數席次。
2003年（民國92年），連戰與宋楚瑜結合競選隔年的總統大選，仍以些微差距敗選，但在立法院一直仍是過半並握有多數席次。
2008年（民國97年）國民黨提名的馬英九分別於2008年總統選舉、2008年立法委員選舉中贏得選戰，國民黨重新取得執政權。
2012年（民國101年）2012年總統選舉、2012年立法委員選舉中贏得選戰，藍營延續執政權。2012年立委選舉後，新黨泡沫化並宣布將重新思考與國民黨的關係，親民黨也不再和國民黨合作且在諸多事務上與泛綠陣營有所合作。
2014年（民國103年）2014年九合一選舉中敗選，馬英九辭去國民黨主席一職。
2015年（民國104年）原國民黨中常委、立法委員徐欣瑩宣佈脫離國民黨建立民國黨，2019年併入國會政黨聯盟。
2016年（民國105年）2016年總統選舉、2016年立法委員選舉敗選之後，原有統稱為藍營的勢力已嚴重受挫。不管是中央、國會、地方執政權力版圖皆遭受前所未有的倒退，藍營立法院首次無法過半，國民黨成為最大在野黨。
2018年（民國107年）2018年九合一選舉中大贏，藍營總計贏下15個直轄市及縣市。
2020年（民國109年）2020年總統選舉、2020年立法委員選舉敗選，立法院席次持續尚未過半。
2022年（民國111年）2022年九合一選舉中大贏。
2023年（民國112年）2024年總統選舉整合失敗，國民黨與台灣民眾黨各自派出候選人。最終國民黨在總統大選中三度敗給民進黨，但是重新奪回立法院第一大黨地位（未過半）。

## 政治立場的變化
泛藍這個名詞是在2000年第一次政黨輪替後才出現的，在此之前，泛藍的前身主要承襲自解嚴前的國民黨，以及前總統李登輝時代的國民黨與新黨。
泛藍的政治立場也可以分成三個時代：1949年國民黨撤退來台後至1987年解嚴前、1987年解嚴後及2000年民進黨執政後。

### 戒嚴時代國民黨的政治立場
台灣戒嚴時期，國民黨一黨獨大，主張反攻中國大陸，主張中華民國政府是代表中國的唯一合法政府。

### 解嚴時代國民黨的政治立場
前總統李登輝於1988年接任中華民國總統及國民黨主席後，國民黨分為主流及非主流兩派，非主流派者而後組織了新國民黨連線，也就是以後的新黨。
1990年代初期的台灣較為瀰漫著走向兩岸和解的風氣，國民黨也嘗試與中共改善關係；但由於中共還是加大力度打壓台灣的國際空間，李登輝也打破限制多次出訪外國，特別是1995年訪問美國，因此兩岸的和解氣氛只是曇花一現。
國民黨主流派主導此時的國民黨政策：國民黨的反台獨立場大幅淡化。和民進黨合作推動修憲後，國民黨開始不再把台獨視為叛亂行為，也開始正視國民黨在威權時代所犯下的錯誤，譬如為二二八事件平反、向受難家屬致歉等等；在兩岸關係上，李登輝推出戒急用忍和「南向政策」，限制台商前往大陸投資，並鼓勵他們轉往東南亞。他也在1999年推出特殊兩國論，中斷兩岸的政治談判。當時國民黨內部也認同兩岸必須以國對國模式統一。
國民黨非主流派（例如1993年成立的新國民黨連線及新黨）對此立場有很大的不同，他們的立場比較接近過去國民黨的立場，強力反對兩國論，堅守《中華民國憲法》一個中國的立場。

### 政黨首次輪替後泛藍的政治立場

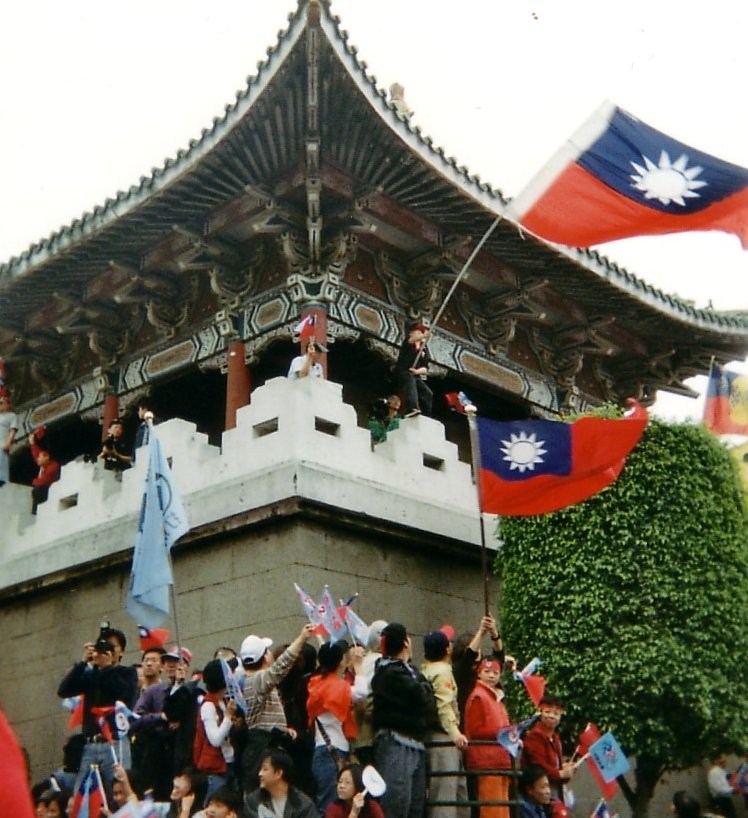
泛藍人士在2004年中華民國總統大選前夕飄起中華民國國旗

在2000年中華民國總統選舉政黨輪替後，親民黨成立，開始有媒體用「泛藍」指稱國民黨、新黨和親民黨。隨著國民黨敗選，前總統李登輝被迫辭去國民黨主席，連戰接掌國民黨後，國民黨傾向淡化其支持兩國論立場，與中共的敵對關係也降低。
2005年國民黨主席連戰、親民黨主席宋楚瑜與新黨主席郁慕明等泛藍領袖陸續訪問中國大陸之後，泛藍已經大幅降低反共色彩，並主張兩岸關係和平發展，反對台獨，不過不少泛藍人士對中共當局提出針對台灣的《反分裂國家法》與《中華人民共和國國家安全法》持反對的聲音。
國民黨、親民黨及新黨這三黨領袖，尤其是前總統、前國民黨主席馬英九至今依舊捍衛中華民國的立場，主張「九二共識」，也就是在泛藍所引申「一中各表」的說法基礎上與對岸進行交流，其中的「一個中國」就是「中華民國」。同時在宣傳上，國民黨也繼續強調台灣本土化、台灣優先，往中間靠攏。
在海外，過去立場相對的右派（親中華民國）及左派（親中華人民共和國）也因為反台獨的共識，勢力劃分越來越模糊，過去在美國被視為親中共的中國和平統一促進會，也經常參與海外泛藍的抗爭活動。
國民黨如今極少強調反共，轉而軟性地強調自由民主的價值，例如前總統馬英九表態「六四必須翻案」，「自由民主應是兩岸共同語言」的立場。但由於政策上主張增加兩岸交流的態度經常遭到對手陣營指責為「中共同路人」。國民黨現在較少強調統獨議題，而改以經濟民生議題為主要的政見。2008年1月，馬英九以總統候選人的身份提出「不統、不獨、不武」的新三不政策，以及兩岸開放直航班機、開放台灣企業赴大陸投資限制等政見，作為他的兩岸政策。
2004年立委選舉，多數新黨之參選人登記為國民黨籍身份參選；2008年立委選舉，多數親民黨之參選人亦登記為國民黨籍身份參選，因此不少親民黨及新黨人士已回歸國民黨。
前總統兼前國民黨主席馬英九於2007年元旦所發表的談話中，公開表示「國民黨與民進黨的差距，再大也沒有與中共的大」。

### 對外態度
多數泛藍人士認同《中華民國憲法》一個中國原則，主張「九二共識」，「一中各表」的「一個中國」就是「中華民國」。
部分泛藍人士認同兩個中國原則，意即在中國大陸及台灣現今並存中華人民共和國和中華民國，如同南韓與北韓之分，認定當今有兩個中國為政治實體，強調中華民國是本來就是存在的，只是現在治權僅在台澎金馬而已，他們反對台灣獨立的原因，除了民族意識、血緣等情感因素外，最主要的為擔憂中共將因此武力犯台。

## 政黨二次輪替後
2008年中華民國總統選舉及2008年中華民國立法委員選舉，國民黨勝選重掌政權後，新黨及親民黨漸有成員以原黨籍推薦，國民黨籍提名之方式參選各層級公職民代選舉，在選後淡出原黨籍並正式加入國民黨組織運作；2010年唯一以親民黨名義當選的立委林正二，由於違反選罷法，二審時法院宣判當選無效定讞，在解除其立委職務後，同時象徵親民黨完全退出立法院。
2011年親民黨主席宋楚瑜表態希望能夠在立法院擁有親民黨的黨團，2月19日親民黨秘書長秦金生表示，當初親民黨為了國親聯盟喪失政黨主體性，2012年立法委員選舉時親民黨會有全方位布局，親宋人士透露，親民黨這次不但會在不分區排出強棒，區域立委也不會缺席。黨主席宋楚瑜決定參選總統，也決議提名親民黨自己的區域暨不分區候選人，共同投入2012年中華民國總統副總統及立法委員選舉，選舉結果宋楚瑜雖然敗選，但是親民黨達到最初的目標組成黨團；另外一直以來依附於國民黨的新黨在選後未獲得任何席次，甚至被一向不被看好的綠黨追過得票率形同泡沫化。
新黨主席郁慕明表示新黨的敗選完全是國民黨未把新黨看待作友黨；目前新黨的實質政壇影響力已消失，親民黨甚至在許多議題上開始與泛綠合作，如在2013年對時任行政院院長江宜樺的倒閣案(不信任案)中投贊成票，與曾同被大眾視為泛藍陣營的國民黨劃清。

## 政黨三次輪替後
2016年中華民國總統副總統及立法委員選舉過後，國民黨總統候選人朱立倫敗選，立法院也無法保住過半席次退居最大在野黨；親民黨獲得3席立委維持不變；與國民黨再度合作的新黨在不分區跨越政黨補助款的3%門檻並回升至第五大黨，但未過5%門檻而無法取得國會席次。之後親民黨在立法院已脫離泛藍陣營運作。
2016年新黨黨慶中，國民黨主席洪秀柱出席力挺。新黨主席郁慕明表示，國民黨在各地有地方黨部，可以負責組織。新黨可負責由國家發展研究院復名的革命實踐研究院，訓練年輕世代。
2019年，國民黨主席吳敦義表示，若國民黨明年僅50幾席，將爭取與親民黨、台灣民眾黨等其他政黨結盟，取得過半影響力。
2020年中華民國總統副總統及立法委員選舉過後，國民黨總統候選人韓國瑜敗選，立法院席次稍長卻也沒有超過半數，仍為最大在野黨。親民黨則受到毀滅性打擊，完全沒有任何國會席次，代表退出國會運作。但民眾黨卻只憑政黨票就取得5席，甚至超過只剩3席的時代力量，成為國會第三大黨。而民眾黨立委當選人蔡壁如則提議成立在野聯盟，卻只有國民黨有正面回應。
而在其後的3月主席補選。由身為立委，被視為中生代的江啟臣當選國民黨主席。開始微調兩岸路線，淡化九二共識，並不再嘗試與中共合作。在國會議事操作上「不當剎車皮」，對民進黨提出的兩岸激進議案不但沒有阻攔，甚至反過來推動議事程序。另一方面國民黨通過改革法案，確保「以中華民國憲法為根基的九二共識」。在央視「求和說」事件時，最終以「中共沒有道歉」為由拒絕出席海峽論壇，被視為兩岸路線轉變的具體象徵。
2023年11月15日，國民黨的主席、總統參選人、前總統馬英九跟民眾黨主席柯文哲在馬英九基金會談判藍白整合，談判結果順利並達成六點共識。
2023年11月18日，藍跟白還有馬辦各請一位民調專家判斷勝負，當中兩名裁判表示侯柯配5:1勝利只有白營找的裁判表示是3:3平手，當天藍白開記者會說擇期再進行政黨協商，藍白跟郭台銘董事長最終在11月23日君悅大酒店做最後的政黨協商，最後藍白雙方不歡而散依然沒有談出結果，等到登記日最後一天11月24日藍白各自找了副手正式登記參選，侯友宜找了趙少康董事長當副手、柯文哲找了新光集團的吳欣盈女士當副手，正式確定藍白合破局。